# L'inconscio come insiemi infiniti: saggio sulla bi-logica
L'inconscio come insiemi infiniti: saggio sulla bi-logica è il testo che rappresenta la summa del pensiero dello psicoanalista cileno Ignacio Matte Blanco. Pubblicato nel 1975, è il risultato di un percorso speculativo che affonda le sue radici all'inizio degli anni Cinquanta.
Si tratta di un tentativo di rifondare su nuove basi, scientificamente più solide, i concetti psicoanalitici fondamentali; in vista di questo risultato Matte Blanco fa uso del linguaggio logico-matematico, arricchito delle innovazioni registrate dalla riflessione scientifica nei primi decenni del Novecento. 
Matte Blanco arriva in questo modo alla definizione dell'uomo come terreno d'incontro di due modi di essere: uno asimmetrico, in cui vige l'utilizzo della logica aristotelica, e uno simmetrico, in cui funziona un secondo tipo di logica, definita simmetrica in quanto si fonda sui due principi cardine di simmetria e di generalizzazione. 
Matte Blanco abbozza una teoria complessiva dell'uomo, che si pone in continuità rispetto alla vocazione teorica di ampio respiro che fu già di Sigmund Freud.
L'inconscio come insiemi infiniti: saggio sulla bi-logica ha influenzato notevolmente e in più direzioni il pensiero contemporaneo: ne hanno tratto giovamento la psicoterapia, nonché ambiti apparentemente molto eterogenei come la teologia e la teoria della letteratura.

## Il contenuto

### Il confronto con l'opera di Freud
L'argomentazione prende le mosse dalla constatazione di una serie di problemi di interpretazione di fatti clinici attraverso la teoria freudiana della psiche e i suoi concetti cardine. Per interpretare in modo più soddisfacente i sintomi Matte Blanco propone di modificare la teoria psicoanalitica nei suoi tratti più generali. Come primo passo in vista di questo risultato lo psicoanalista cileno distingue due concezioni differenti del concetto di inconscio che nell'opera di Freud erano poco distinguibili.
Con il termine inconscio Freud si riferiva prevalentemente all'insieme dei contenuti rimossi dalla coscienza. Matte Blanco denomina "concezione qualitativa" questa accezione del termine. Ma la sua opinione è che la concezione dell'inconscio più feconda di potenziali sviluppi ulteriori sia quella «strutturale»: l'inconscio non inteso nel senso di "rimosso", ma di "struttura della psiche", è caratterizzato da diverse proprietà, di cui le più importanti sono l'assenza di spazio e tempo e del principio di non contraddizione.

### La bi-logica e la nuova immagine dell'uomo
A caratterizzare essenzialmente l'inconscio sarebbe, secondo lo studioso, una logica differente da quella asimmetrica, aristotelica, propria del pensiero cosciente. Si tratta della logica simmetrica. 
Nel seguito del testo Matte Blanco preciserà come in concreto, nei prodotti della psiche umana, si presentino sempre dei compromessi fra queste due logiche, che danno vita alla cosiddetta bi-logica. Le due logiche allo stato puro sono soltanto concetti limite. Man mano che si procede verso l'inconscio profondo la logica simmetrica in proporzione prevale sempre di più.
Un passo ulteriore è costituito dal momentaneo accantonamento della concezione tripartita della psiche di stampo freudiano.
Matte Blanco propone una visione dell'uomo come risultante dell'interazione di due modi di essere, detti simmetrico e asimmetrico.

### Il linguaggio logico-matematico
Di seguito Matte Blanco presenta il concetto euristico della «funzione di traduzione o dispiegamento», che rappresenta, per l'inconscio «strutturale» o non rimosso, la controparte di ciò che il sollevamento della rimozione è per l'inconscio rimosso.
Il linguaggio logico-matematico è, secondo lo psicoanalista, quello adatto a tradurre nei termini del pensiero cosciente, asimmetrico, regole che allo stesso pensiero risultano aliene. Le relazioni fra gli insiemi concettuali e le loro parti  nell'inconscio non rimosso funzionerebbero in modo analogo a quanto avviene negli insiemi infiniti. Lo spunto per questa analogia è dato dal fatto che l'inconscio stabilisce l'identità fra il tutto e la parte. Secondo Dedekind in un insieme infinito il tutto e la parte hanno lo stesso numero cardinale. 
Due principi, quello di simmetria e il suo importante corollario, il principio di generalizzazione, regolano il trattamento dei dati da parte dell'inconscio; l'inconscio profondo tratta solo con insiemi infiniti.

### L'assenza di negazione
La visione dell'inconscio come insiemi infiniti fornisce gli strumenti concettuali per riformulare in un linguaggio più rigoroso anche l'intuizione freudiana secondo cui non esiste il «no» nell'inconscio, intuizione che trova la sua prima espressione ne L'interpretazione dei sogni. Ciò deriverebbe dal fatto che le funzioni mentali dell'inconscio passano da un massimo ad un minimo, ambedue di valore infinito. Lo zero non esisterebbe dunque a livello dell'inconscio.
Segue un ulteriore approfondimento della concezione, quando Matte Blanco parla di «insiemi infiniti di infiniti», intendendo che non solo la potenza del numerabile è propria dell'insieme infinito ma anche quella del continuo.

### L'emozione
Di fondamentale importanza nel libro è anche lo studio dell'emozione, che inizialmente si prende come contrapposta al pensiero e alle sue dinamiche. Dopo aver messo in luce come l'emozione funzioni prevalentemente, nei suoi aspetti psicologici, come sensazione-sentimento e stabilimento di relazioni, l'autore mostra che per sua essenza l'emozione stabilisce prevalentemente relazioni simmetriche. 
Una volta posto che ogni fenomeno emozionale è dato da un compromesso tra logica simmetrica e asimmetrica, Matte Blanco ipotizza la possibilità di misurare la grandezza matematica di un'emozione: essa, come gli altri processi inconsci, sarebbe passibile di infinite misurazioni «nel punto in cui l'evento fisico è suscettibile di una sola misurazione» (p. 22).

### Livelli dell'essere e dell'avvenimento
Successivamente Matte Blanco afferma che nei livelli più profondi dell'inconscio si trovi la simmetria pura e manchino le nozioni di spazio e tempo, e quindi viga il "livello dell'essere" in contrasto col "livello dell'avvenimento".  

### La multidimensionalità dell'inconscio
Nell'ultima parte del testo Matte Blanco avanza l'ipotesi che le caratteristiche dell'inconscio non rimosso possano essere meglio comprese intendendolo come spazio multidimensionale. Tale ipotesi fornirebbe una base di maggiore comprensibilità a tesi come quella dell'infinita misurabilità dei processi inconsci nello stesso punto in cui l'evento fisico è passibile di una sola misurazione, e inoltre costituirebbe il momento teorico unificante delle concezioni stesse di logica simmetrica e asimmetrica.
In fin dei conti, Matte Blanco assegna alla terapia psicoanalitica il compito di «spogliare una certa situazione delle caratteristiche di insieme infinito».

## Edizioni
Ignacio Matte Blanco, L'inconscio come insiemi infiniti: saggio sulla bi-logica, (a cura di P. Bria), Torino, Einaudi, 2000.